# Litoria cyclorhynchus
Litoria cyclorhynchus es una especie de anfibio anuro del género Litoria de la familia Pelodryadidae. Es originaria de Australia suroeste pero ha viajado al sureste en años recientes.

## Distribución geográfica
Esta especie es endémica del sur de Australia Occidental. Habita hasta los 600 m de altitud en áreas áridas en el área de Albany.
Antes del año 2020, Litoria cyclorhynchus había sido visto en Streaky Bay, Península Eyre, y al aeropuerto en Adelaida, donde es una especie invasora.
Según cientficos, este anuro es peligroso al medio ambiente porque puede comer muchos tipos diferentes de comida. Preferiere artrópodos, pero también come roedores y ranas jóvenes de la misma especie.
Según ecologista Christine Taylor, "Esta rana es una máquina de comer indiscriminada que devorará casi cualquier cosa que pueda caber en su boca."

## Descripción
Los machos miden de 56 a 66 mm y las hembras de 63 a 77 mm.

## Publicación original
- Boulenger, 1882 : Catalogue of the Batrachia Salientia s. Ecaudata in the collection of the British Museum, ed. 2, p. 1-503[6]